# (15274) 1991 GO6
A (15274) 1991 GO6 a Naprendszer kisbolygóövében található aszteroida. Eric Walter Elst fedezte fel 1991. április 8-án.